# Розбад (тауншип, Миннесота)
Розбад (англ. Rosebud) — тауншип в округе Полк, Миннесота, США. На 2000 год его население составило 343 человека.

## География
По данным Бюро переписи населения США площадь тауншипа составляет 90,8 км², из которых 85,3 км² занимает суша, а 5,5 км² — вода (6,05 %).

## Демография
По данным переписи населения 2000 года здесь находились 343 человека, 125 домохозяйств и 98 семей.  Плотность населения —  4,0 чел./км².  На территории тауншипа расположено 135 построек со средней плотностью 1,6 построек на один квадратный километр. Расовый состав населения: 90,38 % белых, 1,46 % афроамериканцев, 2,04 % коренных американцев, 0,58 % азиатов, 1,75 % — других рас США и 3,79 % приходится на две или более других рас. Испанцы или латиноамериканцы любой расы составляли 2,62 % от популяции тауншипа.
Из 125 домохозяйств в 38,4 % воспитывались дети до 18 лет, в 68,8 % проживали супружеские пары, в 8,0 % проживали незамужние женщины и в 20,8 % домохозяйств проживали несемейные люди. 18,4 % домохозяйств состояли из одного человека, при том 6,4 % из — одиноких пожилых людей старше 65 лет. Средний размер домохозяйства — 2,72, а семьи — 3,06 человека.
29,4 % населения — младше 18 лет, 8,2 % — в возрасте от 18 до 24 лет, 24,8 % — от 25 до 44, 25,7 % — от 45 до 64, и 12,0 % — старше 65 лет. Средний возраст — 38 лет. На каждые 100 женщин приходилось 99,4 мужчин.  На каждые 100 женщин старше 18 приходилось 106,8 мужчин.
Средний годовой доход домохозяйства составлял 28 281 доллар, а средний годовой доход семьи —  29 750 долларов. Средний доход мужчин —  21 607  долларов, в то время как у женщин — 22 969. Доход на душу населения составил 13 677 долларов. За чертой бедности находились 7,2 % семей и 11,6 % всего населения тауншипа, из которых 21,2 % младше 18 и 5,6 % старше 65 лет.